# Luis Gómez-Montejano
Luis Gómez-Montejano (Madrid, 1922. augusztus 24. – 2017. február 5.) spanyol üzletember, a Real Madrid elnöke 2006-ban.

## Életpályája
Madridban született. 2006-ban a Real Madrid CF sportklub elnöke. Ezt a posztot 2006. február 27-től 2006. július 2-ig töltötte be. Elődje Fernando Martín Álvarez, utódja Ramón Calderón volt.
| Előző Fernando Martín Álvarez | A Real Madrid elnöke 2006 | Következő Ramón Calderón |

## Fordítás
- Ez a szócikk részben vagy egészben  a   Luis Gómez-Montejano című angol Wikipédia-szócikk ezen változatának fordításán alapul.  Az eredeti cikk szerkesztőit annak laptörténete sorolja fel. Ez a jelzés csupán a megfogalmazás eredetét és a szerzői jogokat jelzi, nem szolgál a cikkben szereplő információk forrásmegjelöléseként.